# Sânmartin (Harghita)
Sânmartin é uma comuna romena localizada no distrito de Harghita, na região histórica da Transilvânia. A comuna possui uma área de 41.52 km² e sua população era de 2356 habitantes segundo o censo de 2007.